# Onitis wittei
Onitis wittei là một loài bọ cánh cứng trong họ Bọ hung (Scarabaeidae).